# Age of Ultron
Age of Ultron è un arco narrativo crossover pubblicato dalla Marvel Comics nel 2013, per la sceneggiatura di Brian Michael Bendis ed i disegni di Bryan Hitch. 
La trama vede l'androide Ultron, storico antagonista di Ant-Man e dei Vendicatori, raggiungere lo stadio finale della sua mutazione e portare l'apocalisse sulla Terra; ai pochi eroi sopravvissuti spetta il compito di distruggerlo. Gli eventi della saga hanno creato due nuovi universi narrativi: la Terra-61112, dove l'umanità è stata sterminata dal cyborg, e la Terra-26111, dove Morgana Le Fay ed i Difensori combattono una eterna battaglia.

## Trama
(Introduzione a Age of Ultron (2 di 6), testi di Marco Rizzo)
Il malvagio Ultron ha quasi totalmente sterminato la razza umana, e si serve di alcune sentinelle robotiche per setacciare le città e trovare gli ultimi superstiti. Tuttavia, è disposto a dare la salvezza a chi offra a lui i suoi nemici. Un piccolo gruppo di eroi, rifugiati al di sotto delle strade di New York, decide di usare uno stratagemma per penetrare nella base dell'androide; ad attuarlo sono Luke Cage e She-Hulk, che però scoprono soltanto che il centro operativo è in realtà gestito dalla Visione, e che Ultron controlla la devastazione dal futuro. Il vendicatore riesce a fuggire grazie al sacrificio di Jennifer Walters. Intanto, a San Francisco, la Vedova Nera, parzialmente sfigurata, incontra Moon Knight in un vecchio rifugio di Nick Fury, mentre, a Chicago, Hulk Rosso, la Pantera Nera e Taskmaster tentano di trovare un modo di sopravvivere.
Cage, rimasto colpito in un'esplosione atomica, decide di rimanere a New York ed ottenere informazioni per gli altri eroi, che si trasferiscono nella Terra Selvaggia. La Vedova e Moon Knight, invece, scoprono che Fury aveva un piano speciale di difesa per scenari apocalittici; contemporaneamente, Hulk Rosso uccide Taskmaster dopo averlo scoperto con la testa di una Ultron-sentinella, comprendendo di non potersi più fidare di lui. Tutti e tre i gruppi raggiungono, otto giorni dopo, la Terra Selvaggia, mentre Cage muore di avvelenamento da radiazioni. Qui trovano il vecchio Nick Fury che rivela loro il suo piano: utilizzare la macchina del tempo del Dottor Destino per viaggiare nel futuro ed attaccare Ultron. Iron Man disapprova, affermando che l'intelligenza artificiale sa che loro stanno per arrivare; Wolverine propone invece di tornare nel passato ed eliminare Hank Pym prima che crei il robot. Tuttavia, gli eroi decidono di seguire il piano di Fury. Logan, però, rimane nel presente, e poco dopo dichiara, ai pochi rimasti lì, che avrebbe fatto come aveva detto, ossia avrebbe ucciso Pym.
Gli eroi giunti nell'Era di Ultron vengono attaccati ed uccisi da uno squadrone di Ultron-sentinelle, mentre Wolverine scopre di essere stato seguito dalla Donna invisibile. I due arrivano al momento in cui Golia (il dr.Pym) concepì l'idea di creare l'androide, ovvero quando analizzò il Dragon Man; Logan lo attacca e, nonostante le rimostranze di Sue Storm, lo uccide. Tornati nella loro epoca, i due scoprono che, senza lo scienziato, le cose sono andate in maniera molto diversa: i Vendicatori non esistono più, sostituiti dai Difensori, un'unione tra gli eroi più potenti della Terra e gli X-Men, che vivono una costante guerra contro le forze di Morgana Le Fay e del Dottor Destino. Il motivo andrebbe ricercato in una guerra tra la Latveria ed Asgard, che vide la sconfitta del regno di Thor. I Difensori non credono alle parole dei due, credendoli agenti Skrull (Sue risulta essere morta, mentre Logan ha un corrispettivo che indossa un vecchio costume), e li catturano. Dopo lunghi interrogatori, gli eroi riescono a liberarsi grazie ad un attacco delle forze di Morgana, che causa un'esplosione tale da distruggere gran parte della città ed uccidere molti Difensori. Wolverine, sopravvissuto, decide di tornare indietro nel tempo per lasciar vivere Pym, ma prima di andarsene, un morente Tony Stark gli dice di fare attenzione a ciò che fa, poiché il tempo è "un organismo vivente" e che lo romperà se continua a danneggiarlo in questo modo. Logan torna al momento in cui il sé stesso dell'Era di Ultron uccise Pym e lo convince a lasciarlo vivere, mentre lo scienziato decide di inserire un codice, nel sistema del robot che, in caso di pericolo, lo avrebbe spento. Tornati nel loro futuro, ormai "aggiustato", il Wolverine che ha visto l'era di Morgana Le Fay chiede all'altro di ucciderlo, venendo accontentato.
Alcuni mesi prima dell'attacco di Ultron al rifugio della Intellighenzia, Pym riceve un pacco dalla Donna Invisibile che contiene il modo per sconfiggere l'androide. Qualche tempo più tardi, questi interviene nel corso della battaglia, dando ad Iron Man le istruzioni necessarie per attivare il codice e togliere di mezzo la sua creazione una volta per tutte; il piano ha successo, ed Ultron è distrutto. 
Poco dopo, alla Torre dei Vendicatori, i due scienziati, assieme alla Bestia, discutono delle possibili conseguenze che le azioni di Wolverine hanno avuto sul tessuto della realtà; in quel momento, un potente flusso di energia echeggia per lo spazio ed il tempo, e le conseguenze si rendono manifeste: Galactus si ritrova nell'Ultimate Marvel, mentre Angela la Cacciatrice appare improvvisamente ai Guardiani della Galassia.
Hank Pym, disperato per quello che le sue azioni avrebbero potuto causare, medita il suicidio, prima di rendersi conto che l'Universo era diventato ancora peggiore con la sua morte. Decide così di ritornare a tempo pieno all'attività di supereroe e decide di creare una nuova intelligenza artificiale usando un Doombot.

## Altre versioni

### What If?
Esistono cinque edizioni di What If?, una mini-serie incentrata sulla trama di Age of Ultron, quattro edizioni riguardano ciò che sarebbe successo se uno degli altri originali cinque Vendicatori - contando Capitan America invece che Hulk come uno dei fondatori - fossero morti invece di Hank Pym, e una quinta edizione riguardante un mondo in cui Pym è l'ultimo superstite umano sotto il regno di Ultron. Sono state raccolte in edizione brossurata.

### Secret Wars
Nel pianeta Battleworld, creato dal Dottor Destino dopo la distruzione del Multiverso, esiste una regione che trae ispirazione dal crossover.
Chiamata "Perfezione", non è però la stessa realtà vista nella storia di Bendis, bensì una in cui Ultron ha ucciso Pym appena dopo essere stato creato, eliminando poi anche il resto dei superumani. Ora, assieme alle Terre Morte (popolate da zombie) e a Nuova Xandar (dominio di Annihilus) si trova confinata a sud del pianeta, dietro l'imponente Scudo, e viene usata come luogo di punizione per i trasgressori alla legge di Destino stesso.
Nascosti al suo interno, delle versioni di Jim Hammond, Visione e Wonder Man hanno creato un rifugio per tutti i prigionieri.
Nel numero 3 della testata "Marvel Zombies vs Age of Ultron" si scopre che Ultron ha trovato il modo di fondere i non morti con i suoi robot, e si prepara ad attaccare il villaggio dei superstiti.

## Altri media

### Cinema
Durante il Comic-Con di San Diego, il 20 luglio 2013, Joss Whedon ed i Marvel Studios annunciano che il seguito del film The Avengers in uscita nel 2015 si sarebbe intitolato Avengers: Age of Ultron, e che il temibile androide Ultron sarebbe stato il principale antagonista. Tuttavia, nonostante il titolo, il film non è basato sul crossover ed ha una trama diversa.